# Lotte Kiærskou
Lotte Faldborg Kiærskou (* 23. Juni 1975 in Frederikshavn) ist eine ehemalige dänische Handballspielerin.

## Karriere
Kiærskou begann mit sechs Jahren das Handballspielen bei Strandby Ellinge IF. Später wechselte Lotte zu Frederikshavn fI, mit dem sie 1997 dänische Vizemeisterin wurde. 2001 schloss sie sich Viborg HK an. Mit Viborg gewann die Rückraumspielerin zweimal die Meisterschaft (2002 und 2004),  einmal den Pokal (2003) und einmal den EHF-Pokal (2004). 2005 beendete sie schwangerschaftsbedingt ihre Karriere. Nach der Geburt ihrer Tochter war Kiærskou von 2006 bis 2008 Assistenztrainerin bei Randers HK, bei dem sie gelegentlich auch als Spielerin auf dem Feld stand. Später übernahm sie bei Overlund GF eine Jugendmannschaft, in der ihre Tochter spielt. Ab dem 29. Dezember 2014 war sie als Assistenztrainerin bei Viborg HK tätig. Im Februar 2015 wurde Kiærskou durch Heidi Astrup ersetzt, da sie nach einer Operation ihr Amt nicht wahrnehmen konnte.
Kiærskou bestritt 111 Länderspiele für die dänische Frauen-Handballnationalmannschaft, in den sie 414 Treffer erzielte. Mit Dänemark holte sie sich 2000 und 2004 jeweils die olympische Goldmedaille. Außerdem wurde die Rechtshänderin 1998 Vize-Europameisterin.
Lotte Kiærskou führte bis Oktober 2011 eine eingetragene Partnerschaft mit der Handballspielerin Rikke Skov.